# アンチラグシステム
アンチラグシステム (英語: Anti-lag System, ALS) とは、ターボチャージャーによる過給エンジンにおいて、アクセルオフ時後に発生するターボラグを解消するシステムである。

## 動作原理
ターボチャージャーは、エンジンから排出される排気のエネルギーにより排気タービンを回転させ、タービンと接続されているコンプレッサーを駆動することで、空気をエンジンへ圧送（過給）する。そのため、アクセルペダルを戻すと排気エネルギーが減少し、タービン回転数が徐々に下がる。その後アクセルペダルを踏み込んだ際、タービン回転数が再び上昇しコンプレッサーが機能するまで遅延時間 (ターボラグ) が生じ、この間は十分な過給が行なえず、期待した機関出力を得られない。
アンチラグシステムは、アクセルオフ時に点火時期を遅角し、タービン直前のエキゾーストマニホールド内で未燃焼ガスを燃焼させ、排気ガスのエネルギー不足を補いタービン回転数の低下を防ぐ。システム作動時には、「ポンポン」「ポコポコ」という音がするが、制御が不十分でエキゾーストマニホールド内で燃焼せずにアフターファイアーを起こしている場合には、爆発音のような「バンバン」「パパパパ」という音が発生する。
アンチラグシステムの方式には大きく2種類が存在する。
スロットル制御方式
アクセルオフ時にもスロットルバルブを開けることで、エンジンシリンダーを通してエキゾーストマニホールドへ空気を導入する。 機械式スロットルではバルブ制御に限界があったが、電子制御スロットルの登場により制御の自由度が増している。
バイパス方式
吸気側からエキゾーストマニホールドへ通るバイパス路を設け、バイパス路を通して空気を導入する。制御自由度の高さなど、スロットル制御方式に対して複数の利点を持つ。競技によってはバイパス方式は禁止されている。
- バイパス方式の動作[12]

バイパス方式の動作
スロットルを開いているときは排気エネルギーによりタービンを回す。
スロットルを閉じると、バイパス路のバルブを開いて吸気を排気側へ導入し、未燃焼ガスを再燃焼させることでタービンを回す。

## 歴史
アンチラグシステムは1980年代のF1とWRCのグループBで使用され始めた。
WRCでは、グループAでリストラクターが小径化されるにつれて、ターボラグ解消に注力されるようになり、アンチラグシステムの使用が一般化した。WRCにアンチラグシステムが導入された1990年代には、メディアでは「ミスファイアリングシステム」という呼称が用いられた。また、トヨタは「フレッシュエアシステム」、三菱は「二次エア供給システム (PCC)」と独自の名称を使用していた。ALSの制御技術は、ローンチコントロールにも適用された。
2010年代以降では、WTCC、SUPER GT、スーパーフォーミュラ、D1グランプリなどターボエンジンを使用する競技で使用されている。

## 市販車での純正装着例
世界ラリー選手権 (WRC) で使用されていたグループAの技術規則では、バイパス路を後から設置することができなかったため、市販車の中にも装着例がある。ランサーエボリューションIIIを除き（車検通過範囲での作動）市販状態では作動しない。
- 三菱・ランサーエボリューション - ランサーエボリューションIII – ランサーエボリューションIX。ランサーエボリューションXでは電子制御スロットルの採用など周辺技術の改良を理由にバイパス路を廃止している[24]。
- トヨタ・セリカ GT-FOUR - 3代目 (ST205型) の「WRC仕様」と名付けられた限定車[7]。
- スバル・インプレッサ - 2代目 (GDB型) 以降の「WRX STi」[22]